# ぷらら

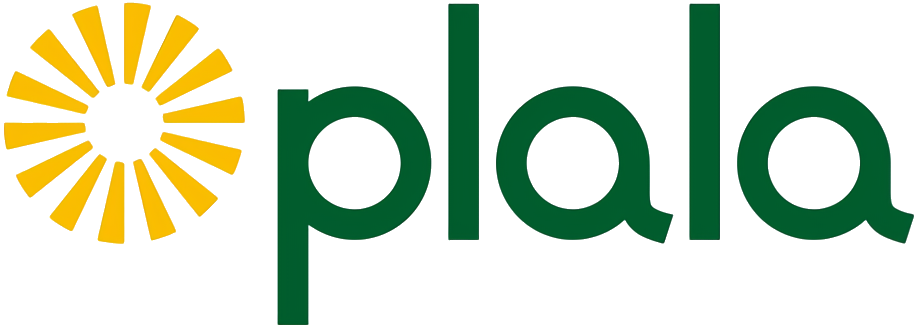
ぷらら（plala）ロゴ

ぷらら（plala）は、NTTドコモが運営するインターネットサービスプロバイダ（ISP）である。個人向けは「ぷらら」、法人向けは「BUSINESSぷらら」のブランド名でサービス展開している。

## 概要
1996年（平成8年）10月よりISP「plala」事業を開始（当時の社名はジーアールホームネット株式会社）。plalaの名称には、PLAZA（広場）とLALA（楽しげな雰囲気）という意味が込められている。「コミュニケーションテクノロジーで心躍る体験を贈る」ことを使命としている。2000年（平成12年）5月1日に社名を株式会社ぷららネットワークスへ、2008年（平成20年）3月1日には株式会社NTTぷららへそれぞれ変更した。2022年（令和4年）7月1日にNTTドコモに吸収合併されたため、現在は同社が運営している。会員数は2024年（令和6年）9月30日現在で268.3万人である。NTTドコモが運営するISPは他にOCNがあるが、こちらの会員数は同日現在688.8万人である。ぷららとOCNを合わせると会員数は957.1万人にもなる。オンラインショッピングモールの利用、各種電子メールサービスの利用、インターネット接続サービスその他を「“チケット”として購入する」という独自の利用形態で提供を始めたことに特徴がある。2005年（平成17年）現在はインターネット接続、メール、プライベートホームページ、IP電話ぷららフォン）、ブロードバンド映像配信サービス（ひかりTVサービス、IPテレビ）、ネットワーク対戦ゲームなどを提供する。提携企業のサービス利用等による基本料金の割引制度（「無料化計画」）は多岐にわたる。ぷららのネットワークのほかに、IIJのネットワークを利用可能なダブルルートオプションを提供していたが、2021年（令和3年）7月8日をもって新規受付を終了し、2022年3月31日をもって提供も終了した。さらに2024年3月31日には、全てのインターネット接続サービスの新規受付を終了したため、以降ぷららへの新規加入はできない。ただし契約済みのユーザーへは引き続きサービスを提供している。新規契約希望者には、ぷららに代わるインターネット接続サービスとして、ぷらら公式サイトにてドコモ光とOCNインターネットの組み合わせを案内している。

## NTTぷらら
株式会社NTTぷらら（エヌティティぷらら、英: NTT Plala Inc.）は、NTTグループの企業である。日本の個人向け大手インターネットサービスプロバイダ「ぷらら」やIPTVサービス「ひかりTV」、IP電話「ぷららフォン」、「ひかりTVショッピング」、「ひかりTVミュージック」、「ひかりTVゲーム」なども運営していた。2022年（令和4年）7月1日をもって、NTTドコモに吸収合併された。
従前より実施していた、一定以上の上りアクセス規制するP2P通信の規制について、2006年（平成18年）3月にWinnyの完全規制を行うと発表した。準備が整い次第完全規制する予定であったが、「電気通信事業法に定められた通信の秘密を侵害している可能性が高い」とする総務省の見解を受け（→ウィキニュース）、後に利用者側でフィルタリングのON/OFFを設定できるようにすることを発表した（→ウィキニュース）。
NTTグループ内には、他にもOCN（NTTドコモ)、mopera U「フレッツ」コース（NTTドコモ）、InfoSphere（法人向けサービスのみ提供、NTTPCコミュニケーションズ）、WAKWAK（NTT-ME）、などのフレッツ光対応ISPがあるが、それぞれグループ内で競争・提携を行っている。
NTTコミュニケーションズの子会社であるNTTレゾナント（現NTTドコモ）が運営するポータルサイト「goo」の有料会員サービス料金をぷららで支払える連携サービスを行っていたが、2011年9月30日に終了した。
NTTファイナンスが提供するtabalまるごと決済を取扱っており、ぷららの利用料金をNTTファイナンスから請求されているNTT東西・コム・ドコモの料金と一括請求とすることが可能である。
株式会社であるが、セカンドレベルドメインが「ne.jp」や「co.jp」ではなく「or.jp」である。
なお、NTTグループの中長期経営戦略による経営方針の転換により、2022年7月以後、持株会社、NTTにより完全子会社化されたNTTドコモがNTTぷららを吸収合併の上で、ぷらら事業をドコモが新設するスマートライフカンパニーにホームサービスクリエーション部として統合し、ドコモとぷららが展開している映像コンテンツ事業も統合させることが発表されている。これに伴い、NTTぷららが提供している各種サービスも同年7月1日付けでNTTドコモのサービスに組み込まれる事になった。

### 沿革
- 1995年（平成7年）12月18日 - NTT、セガ、ソニー、日本ビクター、ヤマハの共同出資でジーアールホームネット株式会社（Grassroots Homenet、略称GrR）として設立。
- 1996年（平成8年）10月 - ISP事業開始。
- 1997年（平成9年）10月 - 法人向けインターネット提供サービス「ビジネスセット」提供開始。
- 1998年（平成10年）
  - 4月 - 学校向けネットワークサービス「えでゅけっと」提供開始。
  - 4月 - フジテレビ系列ドラマ『WITH LOVE』（竹野内豊、田中美里）と提携。
  - 8月 - メッセンジャー・サービス「P'z Pub Pager」提供開始。
  - 9月 - 会員数20万人に。
- 1999年（平成11年）
  - 2月 - 国際ローミングサービス開始（約150カ国3100地域）。
  - 6月 - オンラインショッピングモールサービス「ぷららパラダイス」300店舗に。
  - 7月 - 音楽レーベルのエイベックスが運営するプロバイダサービス「avex network」の終了に伴い、プロバイダ会員存続先としてプロバイダ事業を継承する。
  - 7月1日 - 日本電信電話の再編成により、東日本電信電話（NTT東日本）のグループ会社となる。
- 2000年（平成12年）
  - 5月1日 - 商号を株式会社ぷららネットワークス（Plala）に変更。
  - 7月 - マイクロソフトが運営するMSNのインターネットサービスプロバイダである MSN Internet Accessと統合。ぷららの公式サイト、MSNのポータルサイトに統合。
  - 12月 - ADSL接続サービス（フレッツ・ADSL対応）提供開始。
- 2001年（平成13年）
  - 5月 - 全国の単位料金区域にアクセスポイントを開設（離島、一部地域を除き市内通信料金でのダイヤルアップ接続が可能に）。
  - 6月 - 会員数100万人に。
  - 8月 - 光ファイバ接続サービス（Bフレッツ対応）提供開始。
  - 12月 - IP電話サービス「ぷららフォン」提供開始。
  - 12月 - ダイナミックDNSサービス提供開始。
- 2002年（平成14年）3月 - メールウイルスチェックサービスを提供開始。
- 2003年（平成15年）3月 - 050番号によるフレッツユーザ向けIP電話サービス「ぷららフォン for フレッツ」提供開始。
- 2004年（平成16年）
  - 6月 - 総合セキュリティ対策サービス「ウイルスバスター for Plala」提供開始。
  - 7月 - ブロードバンド多チャンネル放送サービス「4th MEDIAテレビサービス」、ビデオ・オン・デマンドサービス「4th MEDIAビデオサービス」提供開始。
  - 8月 - IPテレビ電話サービス「ぷららフォン for フレッツ プラスV」「ビジネスぷららTVフォン」提供開始。
- 2005年（平成17年）
  - 3月 - 迷惑メール対策グループ「JEAG」創設。 - インターネットイニシアティブ、NTTドコモ、KDDI（連結子会社の沖縄セルラー電話含む）、hi-ho、ぷらら、Vodafone日本法人（現・ソフトバンクモバイル）
  - 6月 - 会員数200万人に。
  - 9月2日 - gooの有料サイト利用料をぷららのgoo Music storeなどの決済の連携[11]。
- 2006年（平成18年）8月1日 - NTTグループ中期経営戦略推進の一環として、親会社が東日本電信電話からエヌ・ティ・ティ・コミュニケーションズ株式会社（NTT Com）に変更。
- 2008年（平成20年）
  - 3月1日 - 商号を 株式会社NTTぷららに変更。
  - 3月31日 - 4th MEDIA、OCN シアター、オンデマンドTVを統合する形で、ひかりTVサービスを開始。
  - 7月1日 - イー・モバイル網を使ったMVNOサービス「ぷらら高速モバイルオプション（EM）」開始。
  - 7月16日 - 「ひかりTV」でカラオケサービスの提供を開始。
  - 9月15日 - 会員数300万人に。フレッツ光向け接続サービス「ぷらら光」会員数は約160万人に。
- 2010年（平成22年）9月16日 - 「ひかりTVショッピング」サービス提供開始。
- 2012年（平成24年）
  - 4月9日 - 「ひかりTV」の会員者数が200万人を突破。
  - 6月16日 - NTT Comグループ4社のひとつとしてWorld IPv6 Launchに参加。
  - 7月 - 2012年7月以降申込分より、NTT東日本・NTT西日本・NTT Com・NTTドコモなどの料金と合算する場合はtabalまるごと決済（NTTファイナンス）での支払いとなる。
  - 11月13日 - 電子書籍サービス「ひかりTVブック」の提供開始[12]。
- 2013年（平成25年）
  - 3月1日 - 定額制音楽配信サービス「ひかりTVミュージック」の提供開始。
  - 6月 - テレビ向けクラウドゲームサービス「ひかりTVゲーム」の提供開始。
  - 7月 - 法人向け映像配信サービス「ひかりTV for Business」の提供開始。
- 2016年（平成28年）12月 - 趣味学習サービス「Shummy」の提供開始。
- 2017年（平成29年）
  - 4月 - 吉本興業との共同サービス「大阪チャンネル」の提供開始。
  - 5月 - NTTドコモが出資。
- 2019年（平成31年/令和元年）7月1日 - NTTドコモへの株式譲渡によりNTT Comが経営から撤退し、NTTドコモグループに入る。
- 2021年（令和3年）12月9日 - ゲームに特化したゲーム専用回線「GGGG光」の提供開始[13]。
- 2022年（令和4年）7月1日 - NTTドコモへ吸収合併[10]。
- 2024年（令和6年）
  - 2月29日- plala(ドコモ光）・plala(Sコース）（ドコモ光）への変更申込み受付を終了[14]。
  - 3月31日 - 全てのインターネット接続サービスの新規受付を終了[15]。契約済みのユーザーへは引き続きサービスを提供。　
  - 6月 - 「ぷらら」および「BUSINESSぷらら」で提供していたホームページやメーリングリストのサービスを2025年3月末で終了することを発表[16][17]。

## サービス

### インターネット接続サービス
ISP事業は2008年（平成20年）12月末時点で282万契約で、このうち145万人が光ユーザー、ADSLを含めたブロードバンドユーザーは237万人と大半である。
- ぷらら光 - NTT東日本およびNTT西日本のフレッツ・光サービスを利用した常時接続サービス。ひかりTVサービスやIP電話「ぷららフォン for フレッツ」を利用可能である。
- フレッツADSL接続タイプ - ぷらら光と同様、NTT東西のフレッツ・ADSLの常時接続が利用可能となる。速度タイプは1Mから47Mと全てのフレッツ・ADSLに対応している。IP電話サービス「ぷららフォン for フレッツ」も利用可能である。
- モバイル接続サービス - MVNO。2017年11月に全サービスを終了[18]した。
  - ぷららモバイル NTTドコモのFOMAハイスピード・Xi網を利用したMVNOサービス
  - ぷらら「高速モバイルオプション（EM）」 E-モバイル網を使ったMVNOサービス
  - NTTドコモFOMAハイスピード (14Mbps) 定額データプランの対応プラン
  - au（KDDI・沖縄セルラー電話連合）のPacketWIN (3.1Mbps) 対応のプラン
  - ウィルコムのAIR-EDGE (512Kbps) 対応プラン
  - 公衆無線LAN接続コース - NTTコミュニケーションズのHOTSPOT (54Mbps)、BBモバイルポイント (11Mbps) の対応プラン

### メール
メールアドレスは基本的に @***.plala.or.jp となる。オプションで下記サービスを提供する。
- Webメール（メールぴょん） - iモードなどの携帯電話からも利用することができる。
- メール転送サービス
- 迷惑メールフィルタリング、ウィルスチェック、サービス
- メーリングリスト
- ニックネームメール - エイリアスの別名アドレスを取得可能。100種類以上のショートドメインも利用することができる。
- 時間deメール - 指定した時間にメールを送信してくれるタイマーメール
- るすばんメール - あらかじめ設定した文章を自動返信する。
- Mail Exchangeサービス - 他のプロバイダのメールをサーバが巡回して自動取得する。
- プライベートドメインメール - @以降の部分を任意で指定した上でエイリアスを取得できる。

### その他
- ホームページ作成 - CGIの利用も可能となる。
- ブログ作成 - フォトアルバムや、音声アルバムを含むプライベートブログが作成できる。
- ぷらら掲示板
- ケータイぷらら - ケータイ電話からplalaのメールやポータルサイトを利用することができる。

### 映像ビジネス事業
ひかりTV - ネットを通じてご自宅のテレビやパソコン、スマートフォン・タブレット端末などさまざまな機器で、人気の映画やドラマ、アニメなどのビデオ作品や専門チャンネル、さらにはクラウドゲームや音楽配信サービスなどが楽しめる総合ライフエンターテインメントサービス。プロバイダ契約者は無料でビデオサービスが提供される。

## BUSINESSぷらら

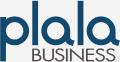
ロゴ

法人向けのサービスとして、Webサーバの構築やオフィス間通信のセキュリティを高めるためのVPN構築等を実施している。固定IP1、IP8、IP16、IP32、IP64の5種類のメニューがある。その他に、ハウジングサービス、ホスティングサービス、専用線接続サービス、IP電話、テレビ電話、独自ドメイン取得といったものを提供している。ひかりTVの法人向けサービス「ひかりTV for Business」も提供する。

## ポータルサイト
同じNTTグループのプロバイダであるOCNと同様に、同グループのNTTレゾナントが運営するポータルサイトgooの機能を利用した会員向けポータルサイトを利用できる。gooの検索エンジンを利用した検索サービス、gooニュース、天気予報、教えて!goo、goo辞書といったサービスを利用することができ、gooトップページ右上にプロバイダからのお知らせが表示される以外は通常版のgooと機能、構成は同じである。